# الأزهر الضاوي
الأزهر الضاوي هو فنان تونسي ملتزم أصيل مدينة قفصة.

## تجربته
بدأ الأزهر الضاوي مشواره الفني في السبعينات، وكان من أوائل المبدعين في الفن الملتزم وقد وجد تجاوبا في الأوساط الطلابية، مثله مثل عدد آخر من الفنانين من أهمهم الهادي قلة و[حمادي العجيمي] ومحمد بحر إلى جانب فرق موسيقية من بينها [أولاد المناجم] ومجموعة البحث الموسيقي|البحث الموسيقي]. وقد غنى الأزهر الضاوي مع شقيقته رفيقة الضاوي.وقد خلّد في أغانيه عديد الأحداث التي عايشها إمّا بالجامعة وهو لا يزال طالبا وإمّا بقفصة منطقته الأصلية التي عُرفت بنضالات أهاليها من عمّال الحوض المنجمي. فكتب وغنّى وهو طالب «وينو الاستقلال يا دم الفلاقة»، «لازم تحوير الدستور» بعدما أقدم النظام القائم على إدراج الرئاسة مدى الحياة للرئيس بورقيبة في صلب الدستور. كما تغنّى حتّ بأحداث أقل أهمية مثل دعوة الفنان «جونس هوليداي» إلى تونس لإقامة حفل، مطلعها «جوني هوليداي، لابس كسوة دجين، فنّان الحضارة، والحضارة فنون». كما تغنّى بالثورة الفلسطينية وصمود المقاومة في بيروت: «صامد رياح الهول ما تدّيني، شامخ شموخ الطود فلسطيني». وقد أصدرت له شركة «صوت الأمل» شريطين الأوّل بعنوان «نوّار اللوز» والثاني بعنوان «موّال الغصّة». ومنذ ثورة 17 ديسمبر 14 جانفي، عاد إلى الإنتاج بقوّة وقد أمّن عديد الحفلات في جهات مختلفة من البلاد.

## من أغانيه
- يا شهيد، وقد غنى فيها لأحداث الخبز لعام 1984
- يا ذراعي
- يا معدي الأيام
- بنت الباي
- فلسطيني
- موال الغصة
- أنا قلت نبكي عليك

### يا شهيد
يا شهيد
كلمات وألحان وأداء الأزهر الضاوي
غنّيها يا شعبي الباسل للبحر اللّي ما ينسى
غنّي وقول دمّك يا فاضل فاح خميرة في الخبزة
غنّي وقول دمّك يا فاضل
فاح خميرة في الخبزة
يا شهيد... يا شهيد
يا شهيد... يا شهيد
يا شهيد... الخبزة رجعت
يا شهيد الخبزة... ثور
طالعة من قبرك وردة
تنادي الشعب يجيك يزور
دمّي يا مّيمة وردي
صوّر خبزة ع الكيّاس
عن شعبي صدري لقّيتو
نقبوه البوب والحرّاس
واللّي قتلني آنا ريته
متخفّي وسط البالاص
ينخز في ذراع العسّاسة
صبّو فيّ غلّ رصاص
دفنوني في ليلة ظلمة
وجنازة ما فيها ناس
بن غذاهم والدغباجي
كي تلاقو بين الوديان
يتمشّو والدّم سواقي
من قبلّي للدّندان
وقالو هذا دم الفاضل
ساح وعطّى كلّ مكان
يصرخ ويشاور ع الخبزة
رفعوها رجال الدّيوان
وناري انا ع القمح الباجي
في مخازنكم يارومان
راويها الوردة من دمّك
فاحت في هبّ النّسمات
طارت ريحتها عند أمّك
صاحت ما تقولوشي مات
لاش تقولو مات الفاضل
ما تقولوشي الفاضل مات
الفاضل في قمحك يا سبولة
في الزيتونة وفي النخلات
الفاضل معزوم على قفصة
نادولو جبال الفسفاط
الفاضل يا نوّار اللّوزة
فاتح في غريق القرّات
شعاع النّور في ليلة دمسة
سربة في حلق البايات
ماشي واحد راجع خمسة
ساير في طريق الحياة
هو نايم توّة يصحى
كيف تناديلو الهزّات
هو نايم توّة يصحى
كيف تناديلو الهزّات
هو نايم توّة يصحى
كيف تناديلو الهزّات